# به من تکیه کن (آلبوم ویکس)
به من تکیه کن اولین آلبوم استودیویی ژاپنی گروه ویکس می‌باشد. این آلبوم در تاریخ ۲۷ ژانویه ۲۰۱۶ زیرنظر کمپانی جلی‌فیش و ویکتور منتشر شد که شامل سینگل‌هایی همچون «خطا» و «نمی‌تونم بگم» می‌شود.
همراه با انتشار این آلبوم در جایگاه چهارم چارت اوریکون قرار گرفت.در تاریخ ۳۰ ژانویه این آهنگ در جایگاه اول قرار گرفت. «به من تکیه کن» به مدت دو هفته در جایگاه چهارم آلبوم‌های هفتگی بود.

## زمینه و پروموشن
در ۳۰ نوامبر، جلی‌فیش اعلام کرد که ویکس اولین آلبوم کامل ژاپنی خود را در تاریخ ۲۷ ژانویه با عنوان «به من تکیه کن» منتشر خواهد کرد. بعد از آن اعلام شد که آلبوم سه نسخه خواهد داشت که شامل یک نسخه عادی و دو نسخهٔ محدود شده می‌شود که در هرکدام آهنگ جدیدی که توسط یکی از اعضا به‌طور رندوم ساخته و نوشته شده قرار دارد. علاوه بر این در نسخه‌های محدود شده دی وی دی از فرایند ساخت موزیک ویدیو یا بوکلت وجود خواهد داشت.
در ۷ ژانویه، جلی‌فیش فیلمی از پروسهٔ عکسبرداری برای آلبوم منتشر کرد.
در ۲۳ ژانویه، خلاصه‌ای از تمامی آهنگ‌ها در یوتیوب منتشر شد.
به عنوان پروموشن برای آلبوم، های تاچ‌هایی در ساپارو، کوبه، توکیو، اوزاکا و فوکوئوکا از ۱۳ ژانویه تا ۳۱ ژانویه برگزار شد.

## تک آهنگ‌ها

### خطا
در ۱۰ دسامبر ۲۰۱۴، ویکس اولین ورود خود را به موسیقی ژاپنی همراه با نسخه ژاپنی «خطا» داشت که شامل نسخه ژاپنی «شکوفه‌ی آبی» هم می‌شد. این سینگل در جایگاه چهارم جدول اوریکون قرار گرفت و ۱۹۳۸۱ نسخه از آن فروخته شد.

### نمی‌تونم بگم
در ۹ سپتامبر ۲۰۱۵، ویکس دومین کامبک ژاپنی خود را با انتشار سینگلی با عنوان «نمی‌تونم بگم» داشت. این آهنگ اولین آهنگ ضبط شدهٔ ژاپنی ویکس بود که در جایگاه چهارم جدول اوریکون قرار گرفت و بیش از ۳۱۲۸۹ نسخه از آن فروخته شد. موزیک ویدیوی این آهنگ ۹ سپتامبر ۲۰۱۵ منتشر شد. نسخهٔ کره‌ای این آهنگ بعدها در آلبوم «به زنجیر کشیده‌شده» در تاریخ ۱۰ نوامبر ۲۰۱۵ منتشر شد.

### به من تکیه کن
«به من تکیه کن» آهنگ اصلی آلبوم می‌باشد. در ۱۸ ژانویه ۲۰۱۶ نسخه کوتاهی از آهنگ در ژاپن منتشر شد. متن این آهنگ توسط شو فور دیگز، اینک گروپ و آهنگسازی آن توسط اریک لیدبوم بوده‌است.

## لیست آهنگ‌ها
| به من تکیه کن – ویرایش عادی | به من تکیه کن – ویرایش عادی      | به من تکیه کن – ویرایش عادی                                    | به من تکیه کن – ویرایش عادی                       | به من تکیه کن – ویرایش عادی |
| شماره                       | نام                              | سراینده                                                        | آهنگساز                                           | مدت                         |
| --------------------------- | -------------------------------- | -------------------------------------------------------------- | ------------------------------------------------- | --------------------------- |
| ۱.                          | «به من تکیه کن»                  | شو فور دیگز، اینک گروپ                                         | اریک لیدبوم برای تولید هیت‌فایر                    | ۳:۲۹                        |
| ۲.                          | «پژواک»                          | کیم جی‌هیانگ، راوی (متن ژاپنی توسط شو فور دیگز، اینک گروپ)      | ملودیزاین، کیپ‌روتز، فسینیتینگ                     | ۳:۱۰                        |
| ۳.                          | «خداحافظ عشقِ تو»                 | شو فور دیگز، اینک گروپ                                         | گرویتی، سونگ یونگ‌مین، لی چانگ‌کیون                 | ۳:۴۶                        |
| ۴.                          | «به زنجیر کشیده‌شده» (نسخه ژاپنی) | میسفیت، راوی (متن ژاپنی توسط شو فور دیگز، اینک گروپ)           | آلبی آلبرتسون، هوگو سولیس، فرح آچور، کار آروید لِن | ۳:۱۶                        |
| ۵.                          | «خطا» (نسخه ژاپنی)               | کیم آنا (متن ژاپنی توسط شو فور دیگز، اینک گروپ)                | هوانگ سه‌جون، ملودیزاین                            | ۳:۴۸                        |
| ۶.                          | «نامۀ عاشقانه» (نسخه ژاپنی)      | کیم جی‌هیانگ، ملودیزاین (متن ژاپنی توسط شو فور دیگز، اینک گروپ) | هوانگ سه‌جون، ملودیزاین                            | ۴:۴۰                        |
| ۷.                          | «نمی‌تونم بگم»                    | شو فور دیگز، اینک گروپ                                         | هوانگ سه‌جون (پرندۀ زرد)، سئو جونگ‌جین، کیم دوهیون  | ۳:۲۶                        |
| ۸.                          | «عنکبوت» (کره‌ای)                 | پارک سونگ‌هی (جم فکتوری)، راوی                                  | سایمون جانلوف                                     | ۳:۴۹                        |
| ۹.                          | «به اندازۀ کافی، جذاب» (کره‌ای)   | کیم مین‌جین، راوی                                               | اریک لیدبوم، اِم‌اِل‌سی، دیپ‌سول، آد‌آی                 | ۳:۲۹                        |
| ۱۰.                         | «تمومش کن دختر» (کره‌ای)          | کیم جی‌هیانگ، راوی                                              | اریک لیدبوم، آندریاس ابرگ                         | ۳:۴۷                        |
| ۱۱.                         | «بهشت» (کره‌ای)                   | راوی                                                           | راوی                                              | ۳:۱۸                        |
| ۱۲.                         | «نمی‌تونم بگم» (کره‌ای)            | کیم جی‌هیانگ، راوی (متن اصلی توسط شو فور دیگز، اینک گروپ)       | هوانگ سه‌جون (پرنده‌ی زرد)، ملودیزاین               | ۳:۲۴                        |

| به من تکیه کن – نوع یک ویرایش محدود (آهنگ اضافه) | به من تکیه کن – نوع یک ویرایش محدود (آهنگ اضافه) | به من تکیه کن – نوع یک ویرایش محدود (آهنگ اضافه) | به من تکیه کن – نوع یک ویرایش محدود (آهنگ اضافه) | به من تکیه کن – نوع یک ویرایش محدود (آهنگ اضافه) |
| شماره                                            | نام                                              | سراینده                                          | آهنگساز                                          | مدت                                              |
| ------------------------------------------------ | ------------------------------------------------ | ------------------------------------------------ | ------------------------------------------------ | ------------------------------------------------ |
| ۱۲.                                              | «سایه»                                           | لئو                                              | لئو                                              | ۳:۱۸                                             |

| به من تکیه کن – نوع یک ویرایش محدود (دی‌وی‌دی) | به من تکیه کن – نوع یک ویرایش محدود (دی‌وی‌دی) | به من تکیه کن – نوع یک ویرایش محدود (دی‌وی‌دی) |
| شماره                                        | نام                                          | مدت                                          |
| -------------------------------------------- | -------------------------------------------- | -------------------------------------------- |
| ۱.                                           | «به من تکیه کن» (موزیک ویدیو)                | ۳:۳۷                                         |
| ۲.                                           | «به من تکیه کن» (ساخت موزیک ویدیو)           | ۱۸:۰۰                                        |

| به من تکیه کن – نوع دو ویرایش محدود (آهنگ اضافه) | به من تکیه کن – نوع دو ویرایش محدود (آهنگ اضافه) | به من تکیه کن – نوع دو ویرایش محدود (آهنگ اضافه) | به من تکیه کن – نوع دو ویرایش محدود (آهنگ اضافه) | به من تکیه کن – نوع دو ویرایش محدود (آهنگ اضافه) |
| شماره                                            | نام                                              | سراینده                                          | آهنگساز                                          | مدت                                              |
| ------------------------------------------------ | ------------------------------------------------ | ------------------------------------------------ | ------------------------------------------------ | ------------------------------------------------ |
| ۱۲.                                              | «با من»                                          | راوی                                             | راوی                                             | ۳:۳۰                                             |

## نمودار عملکرد
| نمودار                                       | وضعیت در نمودار | فروش           |
| -------------------------------------------- | --------------- | -------------- |
| ژاپن (جدول روزانه آلبوم اوریکون - ۲۷ ژانویه) | ۴               | - ژاپن: ۱۷٬۴۹۰ |
| ژاپن (جدول روزانه آلبوم اوریکون - ۳۰ ژانویه) | ۱               | - ژاپن: ۱۷٬۴۹۰ |
| ژاپن (جدول هفتگی آلبوم اوریکون)              | ۴               | - ژاپن: ۱۷٬۴۹۰ |

## تاریخ انتشار
| منطقه         | تاریخ          | فرمت                         | کمپانی        |
| ------------- | -------------- | ---------------------------- | ------------- |
| ژاپن          | ۲۷ ژانویه ۲۰۱۶ | سی‌دی + دی‌وی‌دی دانلود دیجیتال | جلی‌فیش ویکتور |
| در سراسر جهان | ۲۷ ژانویه ۲۰۱۶ | دانلود دیجیتال               | جلی‌فیش        |